# Лебедев, Иван Данилович
Иван Данилович Лебедев (бел. Іван Данілавіч Лебедзеў, 9 августа 1916, Даниловка, область Войска Донского — 1 октября 2014, Гродно) — полковник Советской Армии, участник Великой Отечественной войны, Герой Советского Союза (1943).

## Биография
Родился в селе Даниловка Усть-Медведицкого округа области Войска Донского (ныне — посёлок в Волгоградской области). После окончания Балашовского техникума агрономии и почвоведения работал агрономом-химизатором в Тахта-Купырской машинно-тракторной станции в Каракалпакской АССР. В 1937—1940 годах служил в Рабоче-крестьянской Красной Армии, в войсках пограничной охраны НКВД в Туркмении, перед окончанием срочной службы окончил курсы младших политруков запаса, и уволен в запас 30 декабря 1940 года с присвоением первого офицерского звания младший политрук. Затем работал участковым агрономом в Даниловской МТС в Сталинградской области. 23 июня 1941 года Лебедев был призван в армию, направлен на КУПСЗ в Буйнакск, затем в Липецк, где формировалась 294-я стрелковая дивизия. Был политруком роты. Участвовал в боях под Ленинградом, 12 октября 1941 года в бою под деревней Мишкино, что возле станции Мга, получил тяжёлое ранение в голову и руку. Лечился в госпитале № 1705 в Свердловске, затем проходил службу в 65-й отдельной морской стрелковой бригаде, участвовал в боях под станцией Масельская, на Карельском фронте. В ноябре 1942 года был направлен на курсы заместителей командиров полков в город Горький.
К октябрю 1943 года гвардии капитан Иван Лебедев был заместителем по политической части командира дивизиона 5-го гвардейского воздушно-десантного артиллерийского полка 10-й гвардейской воздушно-десантной дивизии 37-й армии Степного фронта. Отличился во время битвы за Днепр. 1 октября 1943 года Лебедев переправился через Днепр в районе села Переволочна (ныне — Светлогорское Кобелякского района Полтавской области Украинской ССР) и принял активное участие в боях за захват и удержание плацдарма на его западном берегу. 14 октября 1943 года, отражая вражескую контратаку, уничтожил 3 танка и около взвода вражеской пехоты.
Участвовал в Параде Победы, нёс штандарт 3-го Украинского фронта. После окончания войны продолжил службу в Советской Армии. Окончил Военную академию имени Фрунзе. В 1966 году в звании полковника Лебедев был уволен в запас. Проживал в Гродно, до выхода на пенсию работал в отделе кадров Гродненского государственного университета. Активно занимается общественной деятельностью.

## Награды и звания
- Указом Президиума Верховного Совета СССР от 20 декабря 1943 года за «образцовое выполнение заданий командования и проявленные мужество и героизм в боях с немецкими захватчиками» гвардии капитан Иван Лебедев был удостоен высокого звания Героя Советского Союза с вручением ордена Ленина и медали «Золотая Звезда» за номером 3161[1].
- Был также награждён двумя орденами Отечественной войны I степени, орденами Отечественной войны II степени, Красной Звезды, рядом медалей[1].
- Орден «За службу Родине» III степени (15 апреля 1999 года) — за особые заслуги в защите Отечества, большой личный вклад в военно-патриотическое воспитание молодёжи и в связи с 65-летием со дня учреждения[2].
- Орден «За заслуги» III степени (5 мая 2010 года, Украина) — по случаю 65-й годовщины Победы в Великой Отечественной войне 1941—1945 годов, за проявленное личное мужество и героизм в освобождении Украины от фашистских захватчиков[3].
- Почётный гражданин города Гродно (2000)[4].
- Почётный пограничник Республики Беларусь.

## Память
- Именем И. Д. Лебедева назван проспект в Гродно (2017).
- На здании областного военного комиссариата в Гродно (ул. 1 Мая) установлена мемориальная доска в честь И. Д. Лебедева (2019, скульптор Пантелеев В. И.)[5]
- Имя И. Д. Лебедева присвоено средней школе № 39 г. Гродно[6]. Одна из экспозиций в школьном музее посвящена И. Д. Лебедеву.